# Santa Bárbara (Bahia)
Santa Bárbara is een gemeente in de Braziliaanse deelstaat Bahia. De gemeente telt 20.461 inwoners (schatting 2009).